# Marc Shaiman
Marc Shaiman, född 22 oktober 1959 i Newark, New Jersey, är en amerikansk kompositör, låtskrivare och tonsättare.
Shaiman började redan vid 16 års ålder arbeta med musik i New York vid kabaréer och musikteater. Han har länge varit verksam som kompositör till filmmusik, ofta till filmer regisserade av Rob Reiner. 2003 vann Shaiman en Tony Award för musiken i musikalen Hairspray (tillsammans med Scott Wittman).

## Filmografi
- 1988 – Två systrar för mycket (enbart sånger)
- 1989 – När Harry träffade Sally...
- 1990 – Lida
- 1991 – City Slickers – Jakten på det försvunna leendet
- 1991 – Familjen Addams
- 1991 – Scener från en galleria
- 1992 – En värsting till syster
- 1992 – Mr. Saturday Night
- 1992 – På heder och samvete
- 1993 – Den heliga familjen Addams
- 1993 – En värsting till syster 2
- 1993 – Heart and Souls
- 1993 – Sömnlös i Seattle
- 1994 – City Slickers II – Jakten på Curlys guld
- 1994 – På tal om kärlek
- 1994 – Snacka om rackartyg
- 1994 – That's Entertainment! III
- 1995 – Presidenten och miss Wade
- 1996 – Bogus
- 1996 – Före detta fruars klubb
- 1996 – Skuggor från det förflutna
- 1997 – Djungel-George
- 1997 – Ute eller inte
- 1998 – Ett litet mirakel – Simon Birch
- 1998 – Patch Adams
- 1999 – Berättelsen om oss
- 1999 – South Park: Bigger Longer & Uncut
- 2000 – The Kid
- 2001 – Bröllopsfixaren
- 2001 – En sen kväll på McCool's
- 2003 – Down with Love
- 2005 – Ryktet går…
- 2007 – Hairspray
- 2007 – Nu eller aldrig
- 2010 – Flipped
- 2014 – Säg aldrig aldrig
- 2017 – Stjärnan
- 2018 – Mary Poppins kommer tillbaka